# 天主教科羅伊科教區
天主教科羅伊科教區（拉丁語：Dioecesis Coroicensis）是玻利維亞一個羅馬天主教教區，屬拉巴斯總教區。1958年11月7日成立自治監督區，1983年7月28日升為教區。
教區位於拉巴斯省中部。2006年有教友171,000人（佔轄區總人口88.3%）、八個堂區、廿三名司鐸。現任教區主教為若望·阿魯基帕。